# Segré
Segré era un comune francese di 7 113 abitanti situato nel dipartimento del Maine e Loira nella regione dei Paesi della Loira. Dal 15 dicembre 2016 è stato integrato nel nuovo comune di Segré-en-Anjou Bleu di cui è capoluogo.

## Storia

### Simboli
Stemma
Bandiera
La bandiera di Segré è un drappo di bianco caricato al centro dello stemma comunale.

## Società

### Evoluzione demografica
Abitanti censiti

## Amministrazione

### Gemellaggi
- Lauingen, dal 1988
- Ferndown, dal 1994